# Hamlet Mychitarian (ur. 1973)
Hamlet Mychitarian, orm. Համլետ Մխիթարյան, wym. /hɑmˈlɛt məχi.tʰɑˈɾjɑn/; (ur. 24 listopada 1973 w Erywaniu) – ormiański piłkarz, zawodnik reprezentacji Armenii, grający na pozycji pomocnika.
Podczas eliminacji do Mistrzostw Europy 2008 zdobył gola przeciwko reprezentacji Polski w meczu zakończonym wynikiem 1:0 dla Ormian.